# موزه باستان‌شناسی استانبول

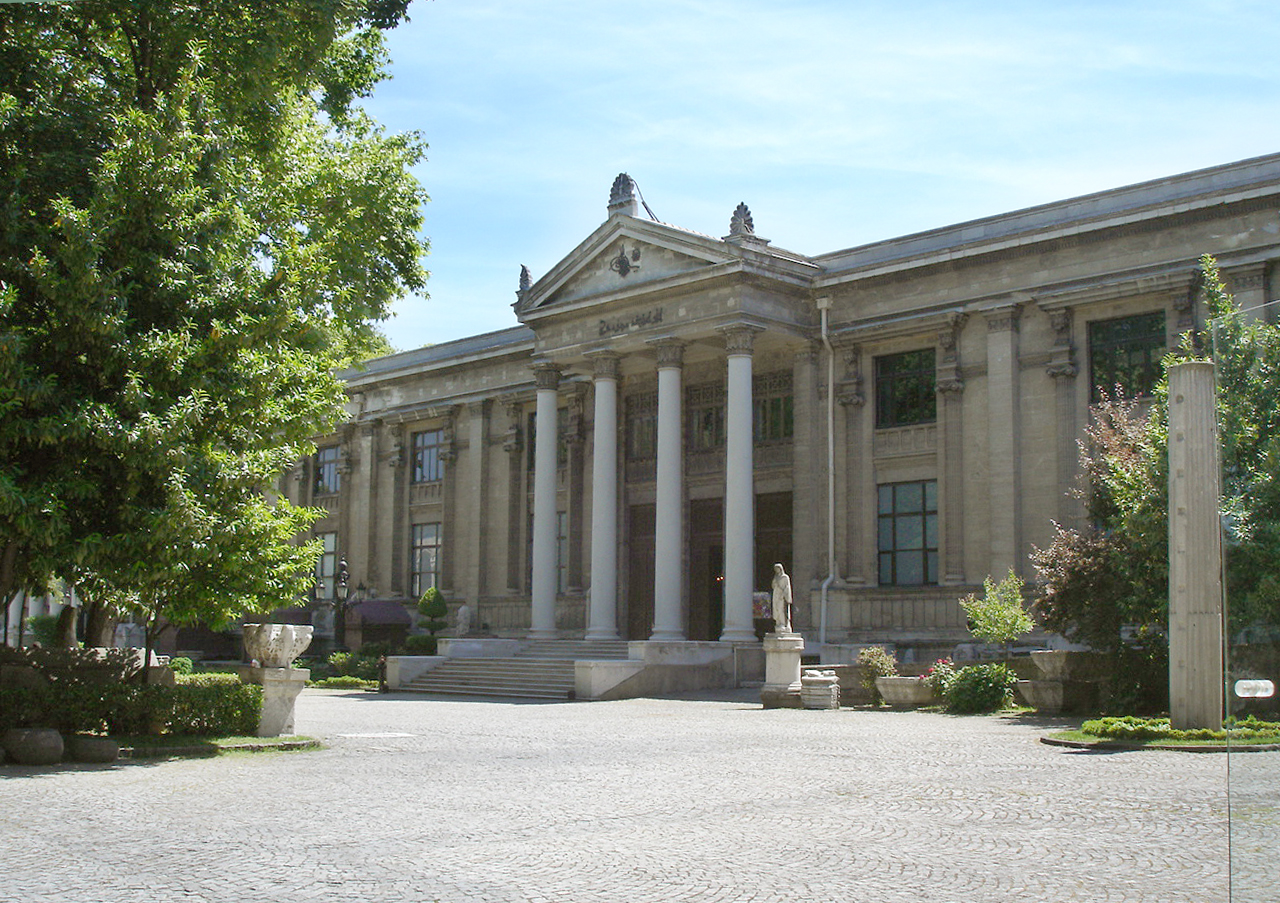
تصویر ورودی موزه باستان‌شناسی

موزه باستان‌شناسی استانبول (به ترکی استانبولی: İstanbul Arkeoloji Müzesi) بزرگترین موزه باستانشناسی در ترکیه و یکی از غنی‌ترین موزه‌های جهان است که حاوی بیش از یک میلیون شی مربوط به تمام دوره‌های تمدن بشری است. سه ساختمان در این مجموعه موزه قرار دارند که یکی موزه باستان‌شناسی، دیگری موزه شرق باستان و سومی موزه هنر اسلامی است.
موزه باستان شناسی استانبول در محله سلطان احمد استانبول، ترکیه واقع شده است. این موزه در انتهای خیابان علمدار و در ضلع جنوبی پارک گلهان قرار دارد. این موزه در منطقه امینونو استانبول و در نزدیکی کاخ توپ‌قاپی قرار دارد.

## نگارخانه

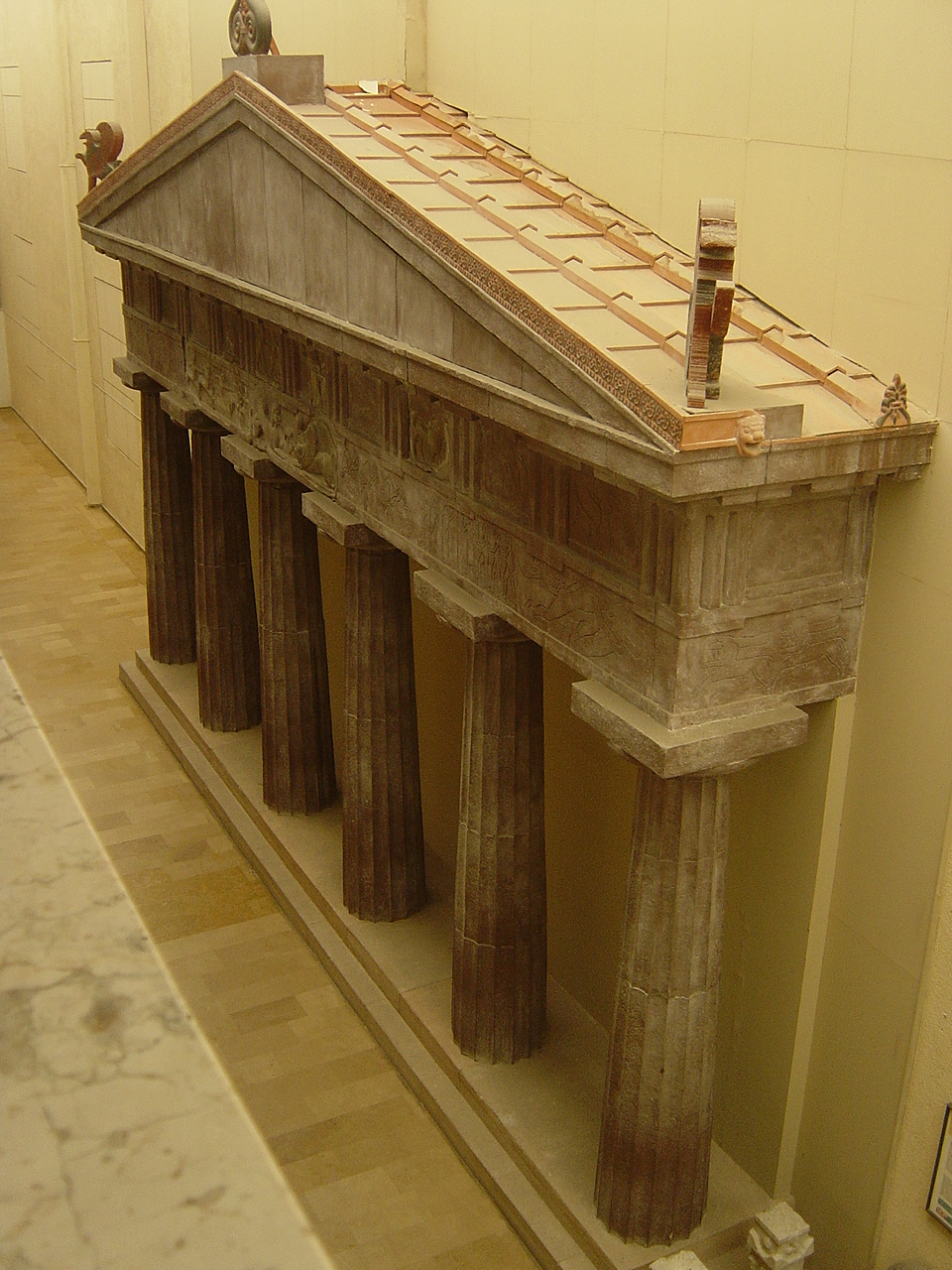
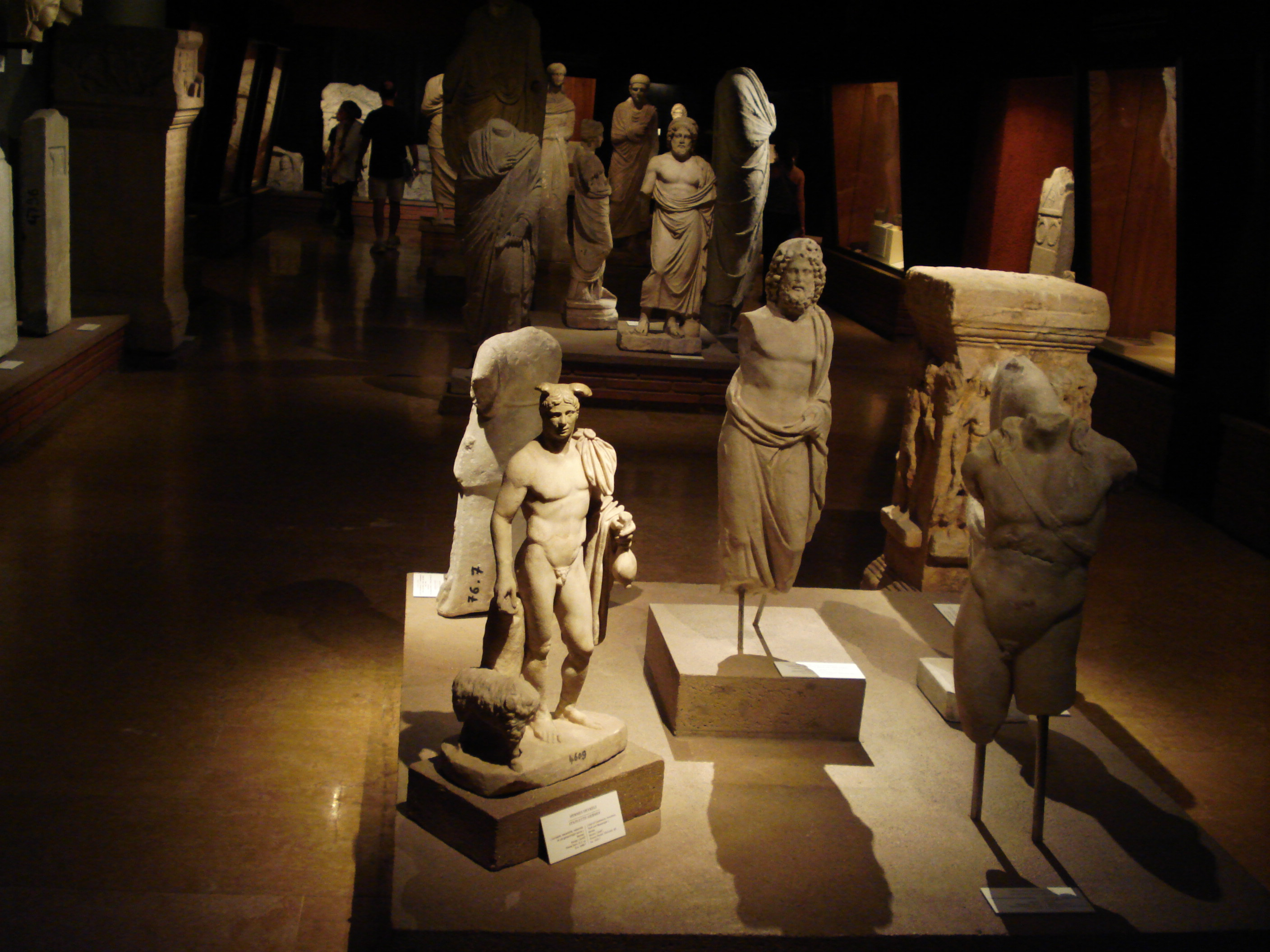
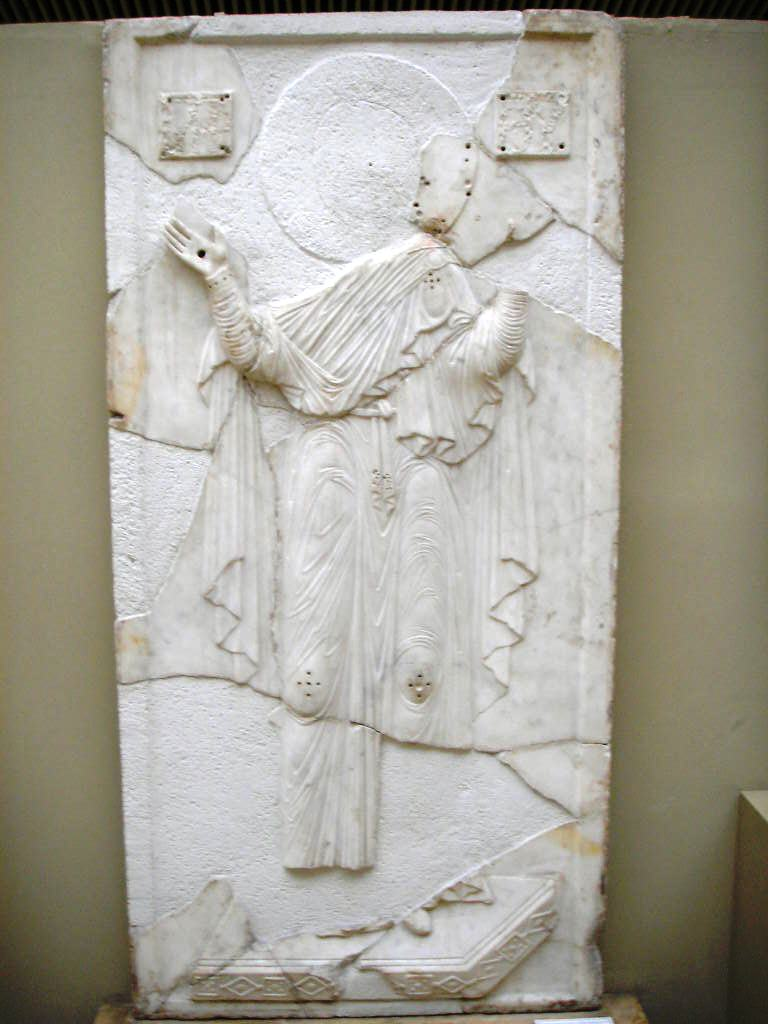
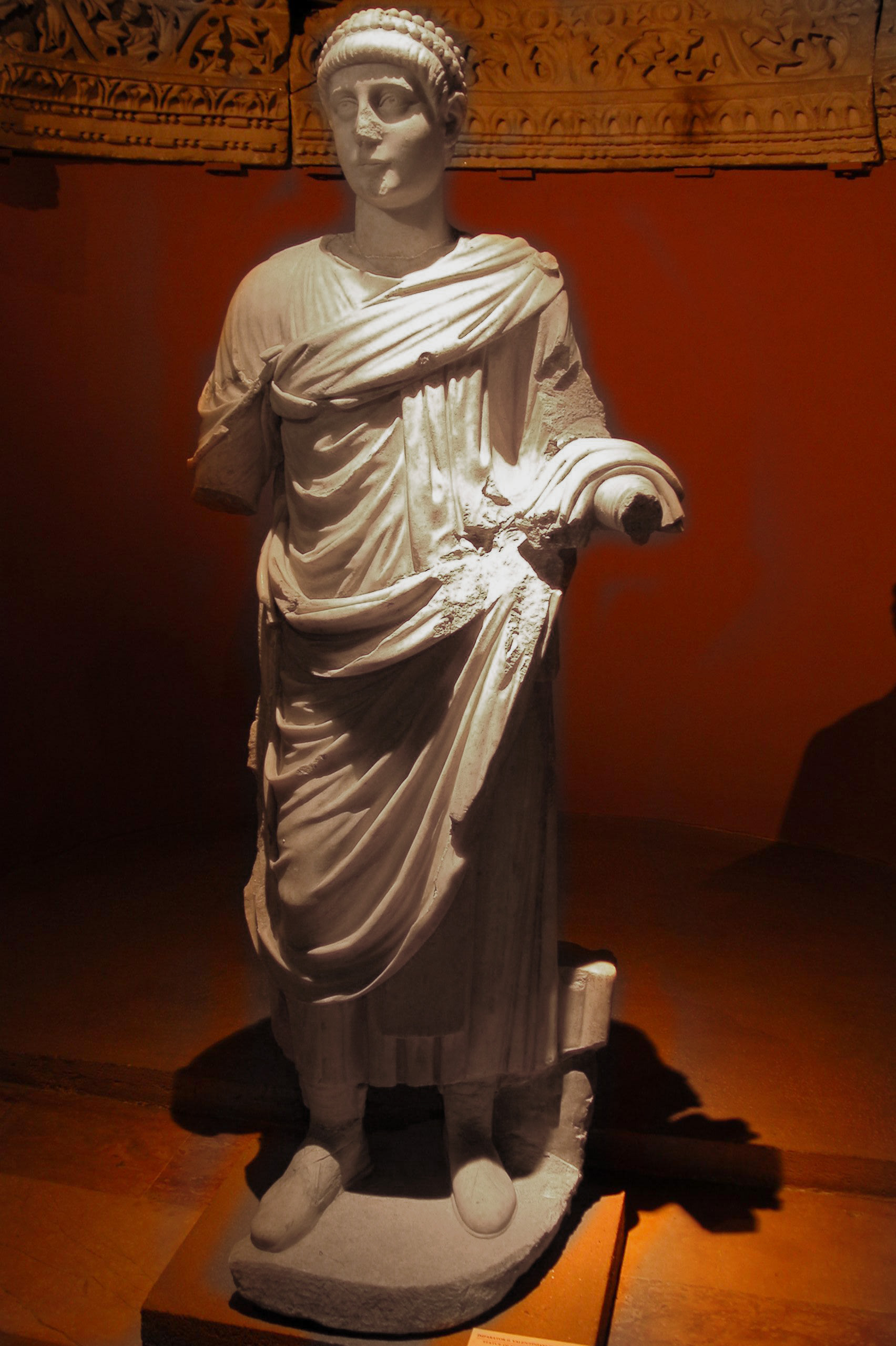
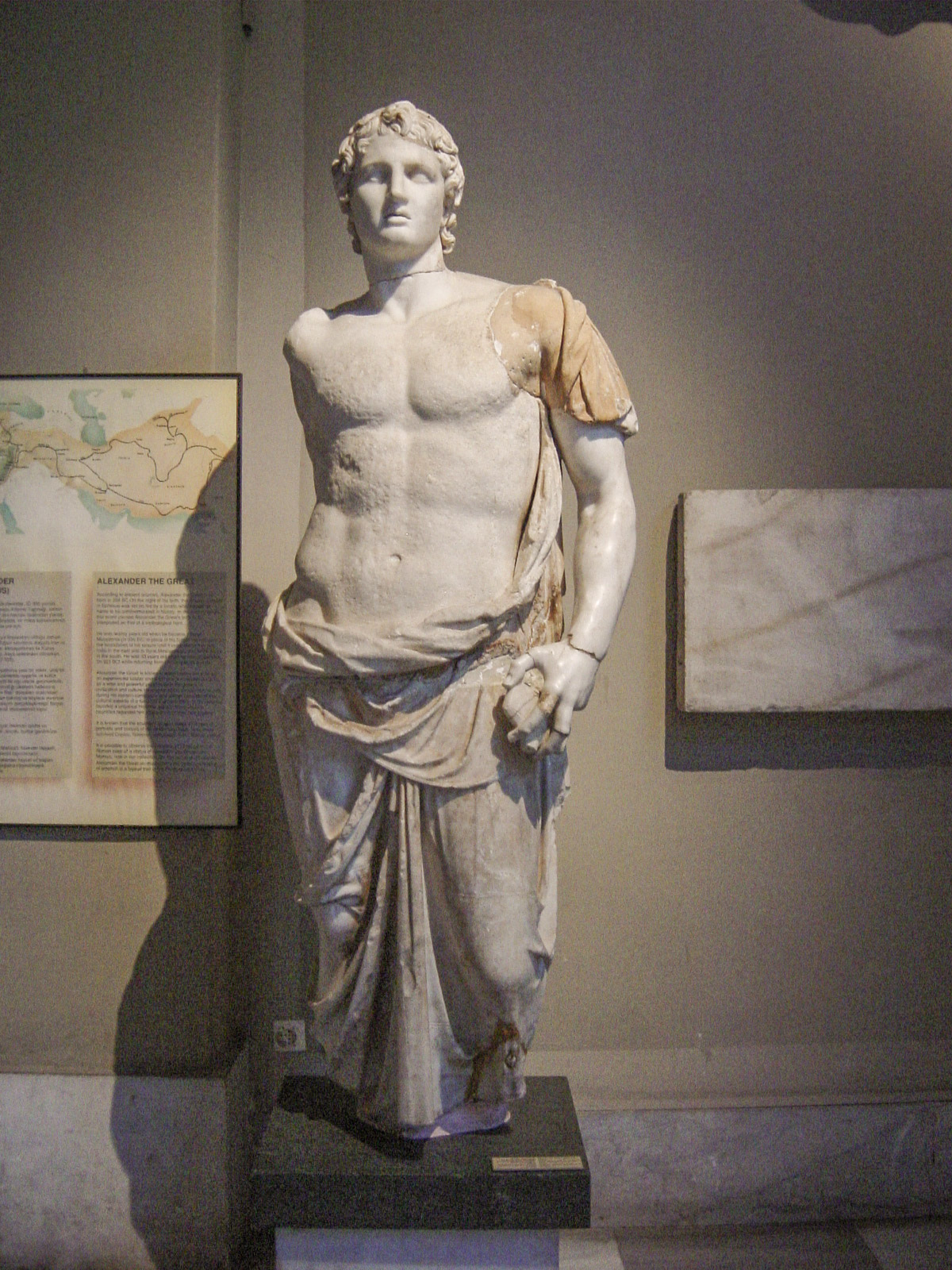
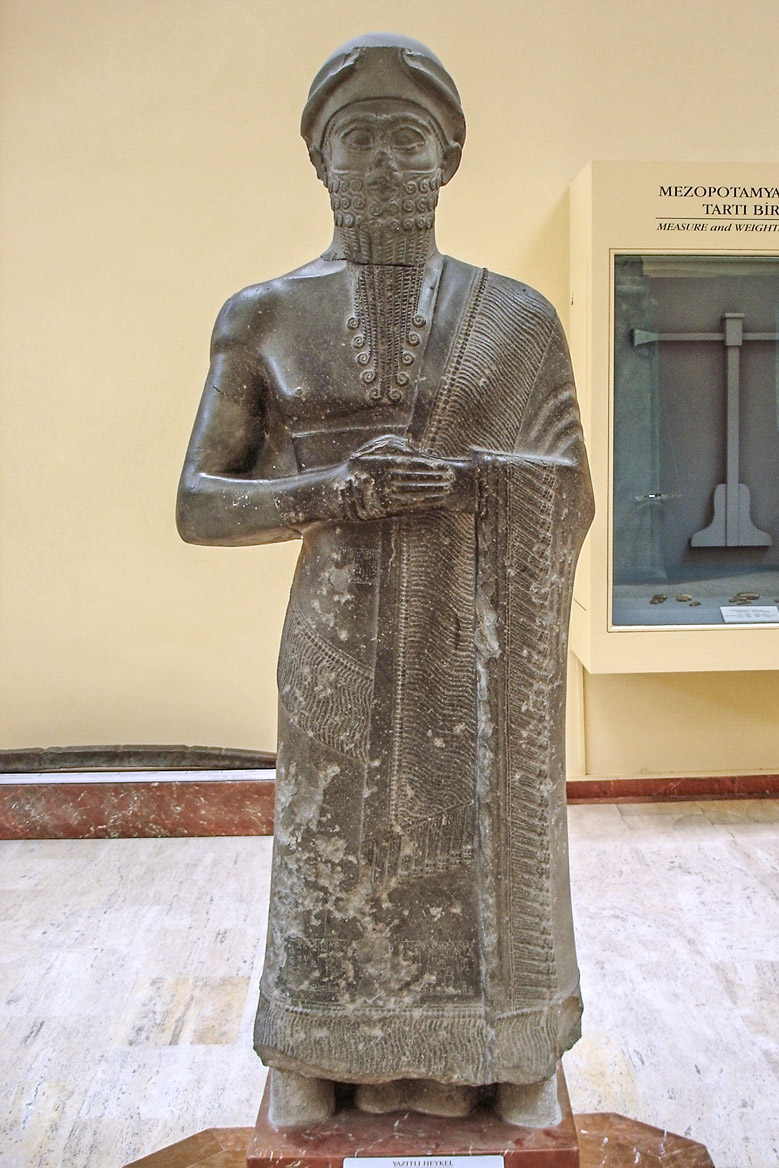
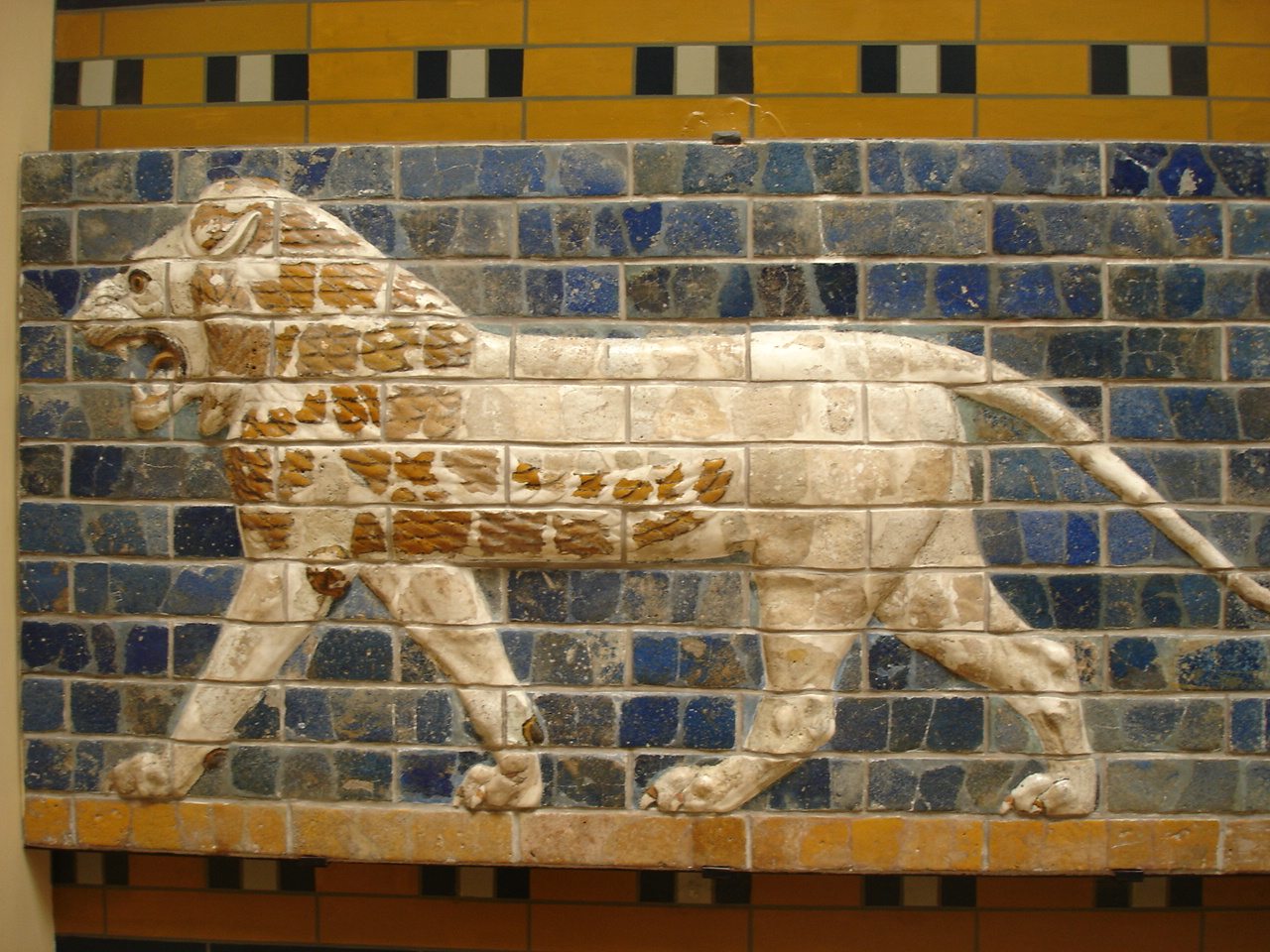
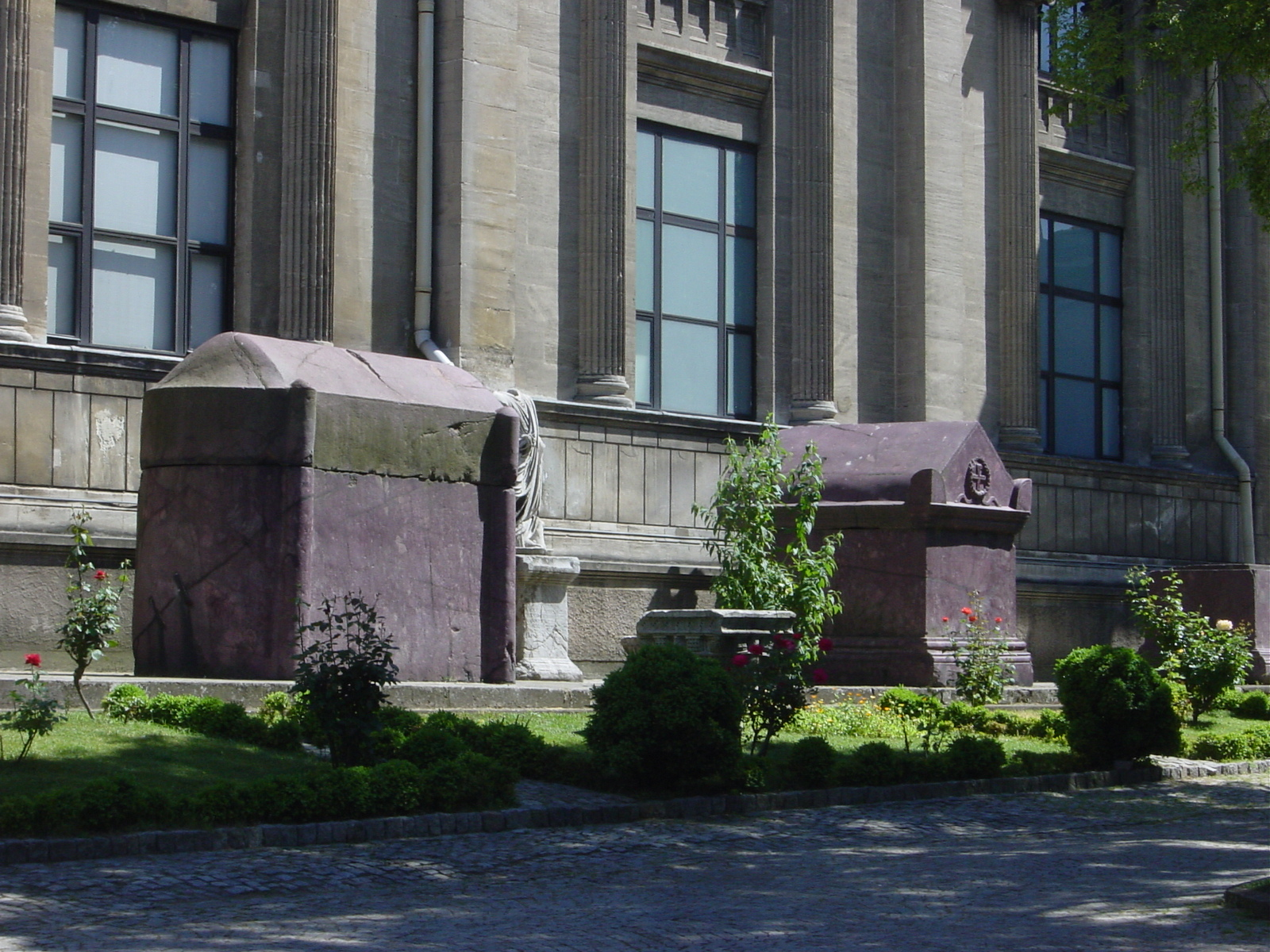